# Prespa
Pour les articles homonymes, voir Prespa (homonymie).

Carte topographique de la région de Prespa.

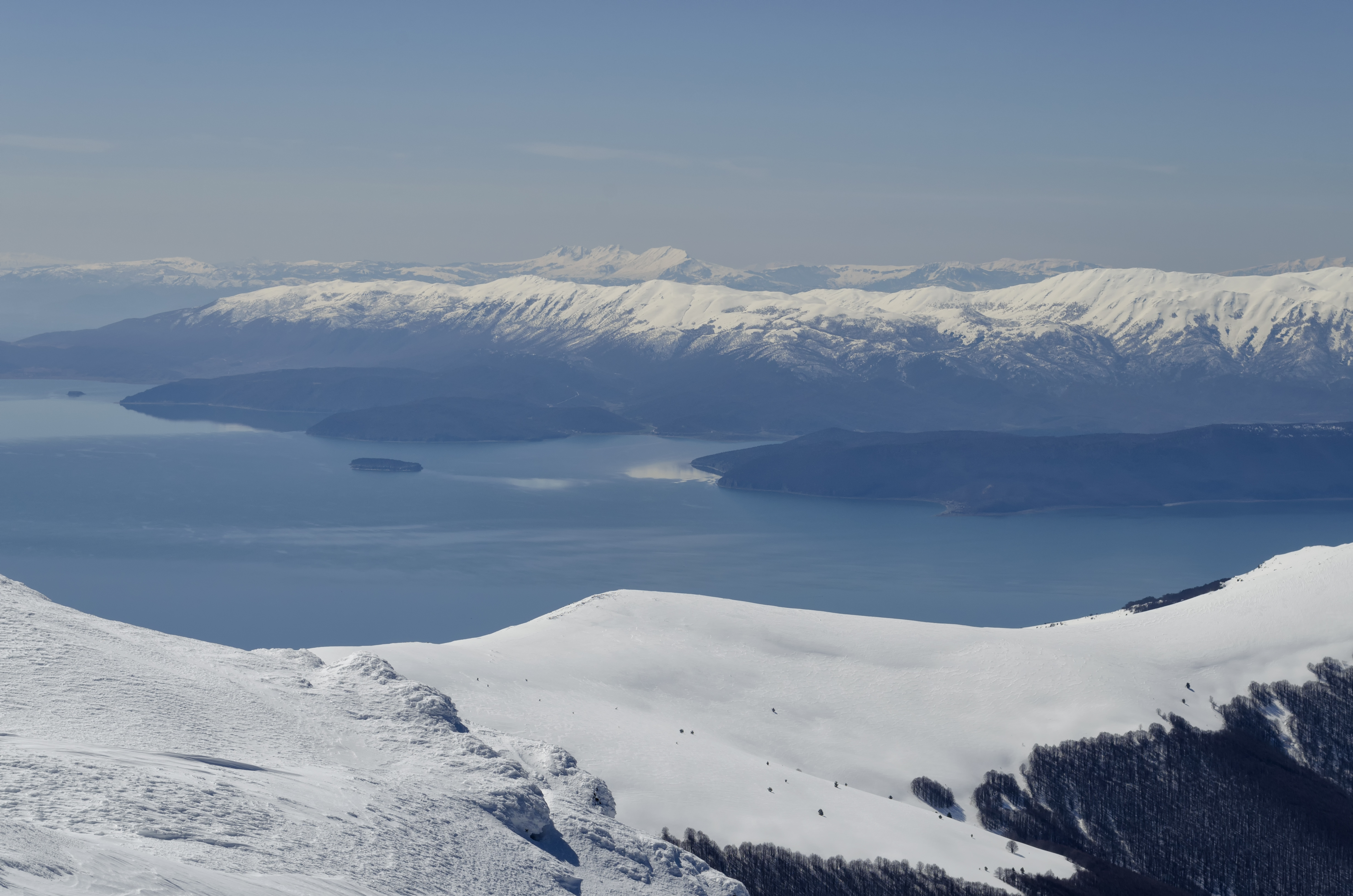
Vue du lac Prespa depuis le mont Pelister

Prespa (grec moderne : Πρέσπα, macédonien : Преспа, albanais : Prespa) est une région partagée entre la Grèce, l'Albanie et la Macédoine du Nord. Elle a donné son nom aux deux lacs qui sont situés en son centre, le lac Prespa ou Grand lac Prespa (partagé entre les trois États) et le Petit lac Prespa (presque entièrement en Grèce, à l'exception de sa pointe méridionale qui se trouve en Albanie). Sa plus grande ville est Resen, en Macédoine du Nord, qui compte près de 9 000 habitants.

## Histoire
Le 17 juin 2018 a été signé à Psarádes, localité au bord du Grand lac Prespa, du côté grec, l'accord entre la Grèce et la Macédoine du Nord mettant fin au désaccord entre les deux pays sur la dénomination de l'« ancienne République yougoslave de Macédoine ». L'accord est connu sous le nom d'accord de Prespa.